# Högebotjärnet
Högebotjärnet är en sjö i Melleruds kommun i Dalsland och ingår i Göta älvs huvudavrinningsområde.